# Nozipho Mxakato-Diseko
Nozipho Mxakato-Diseko, née le 1er novembre 1956, à Johannesbourg, est ambassadrice de l'Afrique du Sud. Présidente en 2015, à la COP21, de la coalition des pays en voie de développement et des pays émergents, soit 134 pays sur 195 pays présents, elle a été l’une des personnalités marquantes de cette négociation internationale sur le climat.

## Biographie

### Formation
Née début novembre 1956, Nozipho Mxakato-Diseko est diplômée de Somerville College. Elle est titulaire d'un doctorat en philosophie de l'université d'Oxford en 1991.

### Lutte contre l'apartheid
De 1974 à 1979, Nozipho Mxakato-Diseko milite de façon clandestine pour le Congrès national africain (ANC). Elle organise en particulier des récoltes de fonds à Soweto pour payer la défense d’opposants anti-apartheid en prison. À partir de 1975, elle travaille en enseignant les mathématiques et l'anglais. En 1980, elle a l'occasion de poursuivre des études à l'université d'Oxford, et travaille sur une thèse : The Role of the United Nations in Decolonisation in Africa: A Case Study in Conflict Resolution. Elle continue également en Angleterre à organiser des levées de fonds contre l'apartheid, et des mouvements de sensibilisation. Elle est aussi rédactrice dans une publication du South African Congress of Trade Unions, Hlanganani Basebenzi.
À partir de 1988, elle est également présidente de l'ANC en Grande-Bretagne et en Irlande.

### Représentante de l'Afrique du Sud
Au début des années 1990, la situation s'accélère en Afrique du Sud avec la libération de Nelson Mandela, la fin de l'apartheid et la période de transition démocratique. De juillet 1991 à mai 1994, elle dirige une mission de l'ANC en Suède. À partir du milieu des années 1990, elle représente son pays à l’Agence internationale de l’énergie atomique (l’Afrique du Sud produit 1 % de l’extraction mondiale d’uranium et exploite une centrale nucléaire).

### Négociations sur le climat

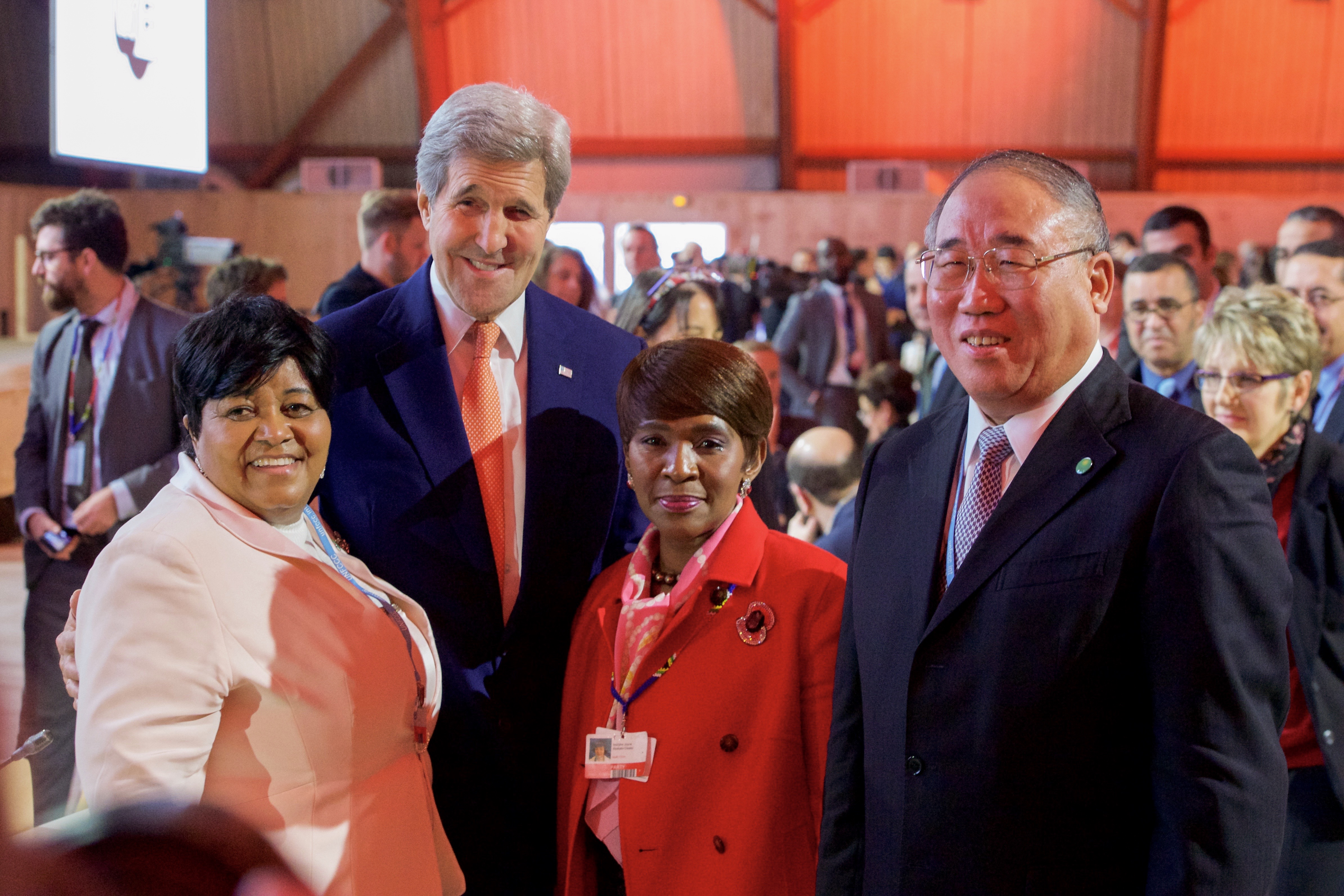
Le 12 décembre 2015 à la conférence finale de la COP21 à Paris, en veste rouge au centre de la photo (entourée de l'Américain John Kerry et de l'envoyé spécial chinois Xie Zhenhua).

Puis en 2011, lors de la conférence de Durban sur les changements climatiques, elle prend la tête de l’équipe sud-africaine de négociations sur le climat. En 2015, son rôle s’élargit et prend une dimension importante sur la scène internationale lorsqu’elle est désignée présidence du G77 et représentante sur les négociations climat de la coalition des pays en voie de développement et des pays émergents, soit 134 pays sur 195 pays présents à la COP21.
En octobre et novembre 2015, elle fait sensation en critiquant fermement le texte préparatoire proposé pour cette COP21, le jugeant trop favorable aux pays développés,. Elle joue ensuite un rôle significatif sur la conférence finale de la COP21, à Paris, en décembre 2015, bien que représentant un ensemble de pays hétéroclite aux intérêts bien différents, entre des pays faibles contributeurs au réchauffement global, de nouvelles puissances émergentes comme la Chine, l’Inde et le Brésil, et les pays pétroliers membres eux aussi du G77,,.

### Autres rôles internationaux
En 2016, elle devient représentante permanente de l'Afrique du Sud auprès de l'Office des Nations unies à Genève. En 2024, le secrétaire général des Nations unies la nomme co-présidente d'un Groupe d’experts sur les minéraux essentiels à la transition énergétique qu'il constitue